# Cubex

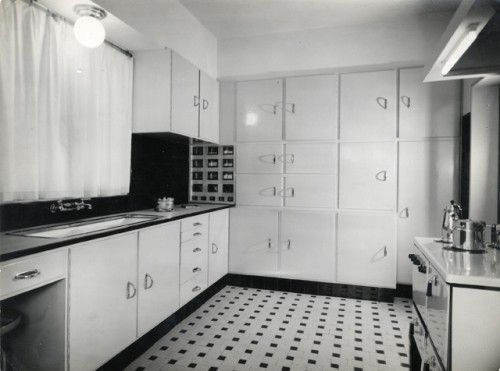
Cuisine Cubex en 1932

La cuisine « Cubex », est un système fonctionnel de rangement à casiers standardisés créé en 1930 par Louis-Herman De Koninck. 

## Histoire
De 1927 à 1929, Louis-Herman De Koninck travaille sur un nouveau type de meubles de cuisine sur base des recherches de Yvonne Trouard-Riolle sur la pénibilité du travail domestique. Ces recherches aboutiront à la présentation en 1930 à la cuisine CIAMB lors du troisième CIAM (Congrès international d'architecture moderne) à Bruxelles. Ces cuisines révolutionnaires seront commercialisées dès 1931 et durant plus de trente ans sous la marque « Cubex ». Elles seront produites industriellement à partir de 1932 et diffusées par Émile Jean Van de Ven (1898-1962).
Cette création fut un jalon important de l'architecture domestique en Belgique même si la contribution de Cubex dans l’histoire du design de la « cuisine moderne » a été quelque peu négligée. Dès 1930, « Cubex » était la solution la plus en avance sur son temps dans l’agencement des cuisines et a durablement marqué le secteur. Aujourd’hui, si la norme européenne en matière de largeur des appareils électro-ménagers (et donc du module de base de la cuisine) est de 60 cm, c’est à la suite de la collaboration de Cubex, dès 1931 avec divers fabricants européens, et par la diffusion large des meubles de cuisine Cubex en Belgique de 1930 à 1965.
L'intérêt que porte Louis-Herman De Koninck s'inscrit dans un contexte plus général de modernisation et rationalisation scientifique des cuisines. En Belgique, ce mouvement a également été portée par Claire Henrotin, première belge diplômée en architecture et autrice de plusieurs articles sur le sujet.

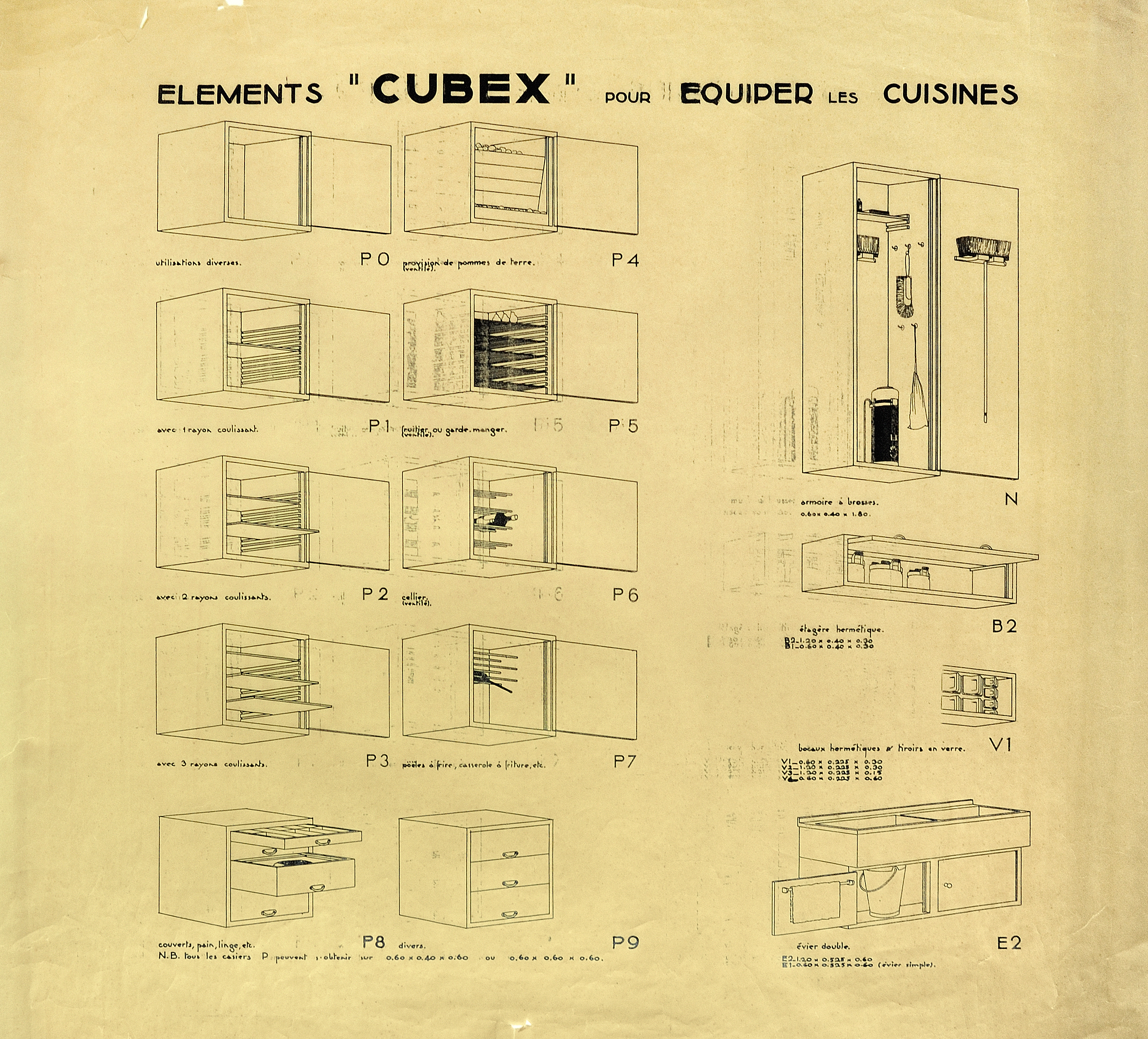
dépliant publicitaire Cubex en 1932